# UCI Asia Tour 2023
UCI Asia Tour 2023 – 19. edycja cyklu wyścigów kolarskich UCI Asia Tour.
W kalendarzu 19. edycji cyklu Asia Tour znalazło się 23 wyścigi rozgrywanych między 13 listopada 2022 a 16 października 2023.

## Kalendarz
Opracowano na podstawie:
| UCI Asia Tour 2023            | UCI Asia Tour 2023           | UCI Asia Tour 2023                                        | UCI Asia Tour 2023 | UCI Asia Tour 2023                                 | UCI Asia Tour 2023                                      | UCI Asia Tour 2023                                          | UCI Asia Tour 2023 |
| Data                          | Państwo                      | Wyścig                                                    | Kat.               | Zwycięzca                                          | Drugie miejsce                                          | Trzecie miejsce                                             |                    |
| ----------------------------- | ---------------------------- | --------------------------------------------------------- | ------------------ | -------------------------------------------------- | ------------------------------------------------------- | ----------------------------------------------------------- | ------------------ |
| 13 lis                        | Japonia                      | Tour de Okinawa                                           | 1.2                | Benjamín Prades (Team Ukyo)                        | Genki Yamamoto (Kinan Racing Team)                      | José Vicente Toribio (Matrix Powertag)                      |                    |
| 27 – 31 stycznia 2023         | Zjednoczone Emiraty Arabskie | Tour of Sharjah                                           | 2.2                | Adne van Engelen (Roojai Online Insurance)         | Ariya Phounsavath (Roojai Online Insurance)             | Rudolf Remkhi (Almaty Astana Motors)                        |                    |
| 30 stycznia – 3 lutego 2023   | Arabia Saudyjska             | AlUla Tour                                                | 2.1                | Ruben Guerreiro (Movistar Team)                    | Davide Formolo (UAE Team Emirates)                      | Santiago Buitrago (Bahrain Victorious)                      |                    |
| 10 lut                        | Oman                         | Muscat Classic                                            | 1.1                | Jenthe Biermans (Arkéa-Samsic)                     | Jordi Warlop (Soudal Quick-Step Devo Team)              | Andrea Vendrame (AG2R Citroën Team)                         |                    |
| 12 – 16 marca 2023            | Republika Chińska            | Tour de Taiwan                                            | 2.1                | Jeroen Meijers (Terengganu Polygon Cycling Team)   | Jordi López (Equipo Kern Pharma)                        | Benjamín Prades (JCLTeam Ukyo)                              |                    |
| 1 – 6 kwietnia 2023           | Tajlandia                    | Tour of Thailand                                          | 2.1                | Tegshbayar Batsaikhan (Roojai Online Insurance)    | Jambaljamts Sainbayar (Terengganu Polygon Cycling Team) | Yūma Koishi (JCLTeam Ukyo)                                  |                    |
| 4 maj                         | Iran                         | Tour of Kish Island                                       | 1.2                |                                                    |                                                         |                                                             |                    |
| 13 maj                        | Uzbekistan                   | Tour of Bostonliq I                                       | 1.2                | Daniil Marukhin (Kazachstan)                       | Tegshbayar Batsaikhan (Roojai Online Insurance)         | Aleksey Fomovskiy (Tashkent City Professional Cycling Team) |                    |
| 14 maj                        | Uzbekistan                   | Tour of Bostonliq II                                      | 1.2                | Ilkhan Dostiyev (Kazachstan)                       | Jeorjos Buglas (Grecja)                                 | Daniił Pronski (Kazachstan)                                 |                    |
| 21 – 28 maja 2023             | Japonia                      | Tour of Japan                                             | 2.1                | Nathan Earle (JCLTeam Ukyo)                        | Benjamin Dyball (Victoire Hiroshima)                    | Atsushi Oka (JCLTeam Ukyo)                                  |                    |
| 3 – 4 czerwca 2023            | Japonia                      | Tour de Kumano                                            | 2.2                | Atsushi Oka (JCLTeam Ukyo)                         | Masaki Yamamoto (JCLTeam Ukyo)                          | Jambaljamts Sainbayar (Terengganu Polygon Cycling Team)     |                    |
| 4 – 6 lipca 2023              | Malezja                      | Jelajah Malaysia                                          | 2.2                |                                                    |                                                         |                                                             |                    |
| 29 sie                        | Iran                         | Tour of Kandovan                                          | 1.2                | Anton Kuzmin (Almaty Astana Motors)                | Anatolij Budiak (Terengganu Polygon Cycling Team)       | Ariya Phounsavath (Roojai Online Insurance)                 |                    |
| 31 sierpnia – 4 września 2023 | Iran                         | Tour of Iran                                              | 2.1                | Saeid Safarzadeh (Tianyoude Hotel Cycling Team)    | Anatolij Budiak (Terengganu Polygon Cycling Team)       | Anton Kuzmin (Almaty Astana Motors)                         |                    |
| 3 wrz                         | Chiny                        | "Ocean Cup" China PingTan International Road Cycling Race | 1.2                |                                                    |                                                         |                                                             |                    |
| 8 – 10 września 2023          | Japonia                      | Tour de Hokkaido                                          | 2.2                |                                                    |                                                         |                                                             |                    |
| 8 – 12 września 2023          | Chiny                        | Tour of Poyang Lake                                       | 2.2                | Lü Xianjing (China Glory Continental Cycling Team) | Jakub Kaczmarek (HRE Mazowsze Serce Polski)             | Tomasz Budziński (HRE Mazowsze Serce Polski)                |                    |
| 23 – 24 września 2023         | Chiny                        | Tour of Binzhou                                           | 2.2                |                                                    |                                                         |                                                             |                    |
| 1 paź                         | Japonia                      | Oita Urban Classic                                        | 1.2                | Ryan Cavanagh (Kinan Racing Team)                  | Kane Richards (ARA-Skip Capital)                        | Drew Morey (Kinan Racing Team)                              |                    |
| 4 – 8 października 2023       | Syria                        | International Syrian Tour                                 | 2.2                | odwołany                                           |                                                         |                                                             |                    |
| 4 – 8 października 2023       | Malezja                      | Tour of Peninsular                                        | 2.1                |                                                    |                                                         |                                                             |                    |
| 7 – 9 października 2023       | Japonia                      | Tour de Kyushu                                            | 2.1                | Andriej Zejc (Astana Qazaqstan Team)               | Antonio Nibali (Astana Qazaqstan Team)                  | William Eaves (ARA-Skip Capital)                            |                    |
| 14 – 16 października 2023     | Chiny                        | Trans-Himalaya Cycling Race                               | 2.2                |                                                    |                                                         |                                                             |                    |